# Dysoptus tantalota
Dysoptus tantalota là một loài bướm đêm thuộc họ Arrhenophanidae. It probably occurs widely through the lowland rain forests of Amazonia. Currently it is known only from Guyana and miền nam Venezuela.
Chiều dài cánh trước là 4.1–6 mm đối với con đực. Con trưởng thành bay from tháng 2 đến đầu tháng 3..